# EE Большой Медведицы
EE Большой Медведицы (лат. EE Ursae Majoris), HD 99967 — двойная вращающаяся эллипсоидальная переменная звезда (ELL:) в созвездии Большой Медведицы на расстоянии приблизительно 670 световых лет (около 205 парсеков) от Солнца. Видимая звёздная величина звезды — от +6,51m до +6,35m.

## Характеристики
Первый компонент — оранжевый гигант спектрального класса K2IIICN-1.